# Bruno Mahlknecht

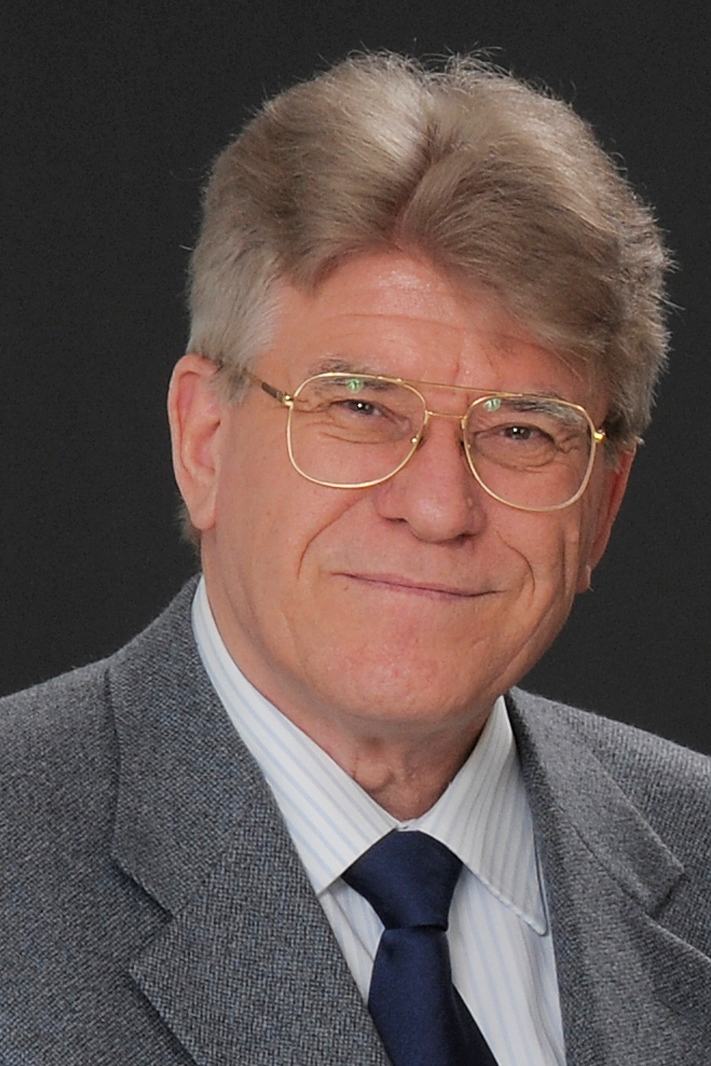
Bruno Mahlknecht im Jahr 2010

Bruno Mahlknecht (* 31. Juli 1940 in Bozen) ist ein Südtiroler Schriftsteller und Heimatforscher.

## Leben
Bruno Mahlknecht besuchte die Lehrerbildungsanstalt in Meran und war dann in mehreren Orten Südtirols als Grundschullehrer tätig, zuletzt in Bozen-Gries. Später gab er seinen Beruf auf und widmete sich stärker der heimatlichen Forschung und der Schriftstellerei.
Schon 1961 begann er in der Südtiroler Tageszeitung Dolomiten heimatkundliche Artikel zu veröffentlichen. In dieser Zeitung publizierte er 40 Jahre lang. Seit 1967 veröffentlichte er auch in der landeskundlichen Zeitschrift Der Schlern sowie in anderen Periodika. Es entstanden bis 2012 rund 600 landeskundlich-kulturhistorische Aufsätze und Artikel. Seit 1969 veröffentlichte er mehrere Bücher. Von 1979 bis 1994 war er Schriftleiter der Monatszeitschrift Tiroler Volkskultur (heute „KulturFenster“), seit 1979 ist er Schriftleiter des Südtiroler Hauskalenders. Im Radio von Rai Südtirol war er mehrere Jahre Mitarbeiter in heimatkundlichen Sendungen, zuletzt 2000 bis 2006 an der Sendung Unser Land. In den Jahren 2001/02 veröffentlichte Mahlknecht zwei Artikel, in denen er die Umbenennung mehrerer Bozner Straßennamen im Sinne einer Wiederherstellung Altbozner Straßennamen anregte, was zu heftigen Angriffen italienischer Lokalzeitungen führte.
Bruno Mahlknecht ist verheiratet und hat drei Kinder.

## Werke
- Rosengarten Welschnofen-Karersee. Athesia, Bozen 1978
- Kaltern und Umgebung. Porträt einer gesegneten Landschaft. Athesia, Bozen 1979
- Eppan – Geschichte und Gegenwart. Gemeinde Eppan, Eppan 1990
- Ritten. Berühmtes Mittelgebirge im Anblick der Dolomiten. Athesia, Bozen 1998, 5. Auflage
- Von großen und kleinen Übeltätern. Wagner, Innsbruck 2005. ISBN 978-3-7030-0396-7
- Bozen durch die Jahrhunderte – Band 1. Athesia Spectrum, Bozen 2005. ISBN 978-88-6011-020-6
- Bozen durch die Jahrhunderte – Band 2. Athesia Spectrum, Bozen 2006. ISBN 978-88-6011-021-3
- Bozen durch die Jahrhunderte – Band 3. Athesia Spectrum, Bozen 2006. ISBN 978-88-6011-027-5
- Bozen durch die Jahrhunderte – Band 4. Athesia Spectrum, Bozen 2007. ISBN 978-88-6011-077-0
- Südtirol zum Schmunzeln, Tappeiner Verlag, Lana 2013. ISBN 978-88-7073-734-9
- Burgen, Schlösser und Ansitze in Kaltern. Verlag A. Weger, Brixen 2015. ISBN 978-88-6563-125-6
- Burgen, Schlösser und Ansitze in Eppan. Verlag A. Weger, Brixen 2015. ISBN 978-88-6563-136-2
- Aus der Chronik von Bozen 1850-1909. Verlag A. Weger, Brixen 2016. ISBN 978-88-6563-163-8
- Aus der Chronik von Bozen 1910-1945. Verlag A. Weger, Brixen 2015. ISBN 978-88-6563-152-2
- Aus der Chronik von Bozen 1945-1999. Verlag A. Weger, Brixen 2016. ISBN 978-88-6563-169-0
- Südtiroler Sagen. Ausgewählt und bearbeitet von Bruno Mahlknecht, Athesia, Bozen 2016, 6. Auflage. ISBN 978-88-6839-182-9
- Aus der Chronik von Bozen 2000-2015. Verlag A. Weger, Brixen 2017. ISBN 978-88-6563-191-1
- Der "Räuberhauptmann" Piffer und noch weitere Südtiroler Gerichts- und Kriminalfälle des 19. Jahrhunderts. Verlag A. Weger, Brixen 2020. ISBN 978-88-6563-270-3
- Ein „Lustmord“ bei Tisens und noch weitere Gerichts- und Kriminalfälle aus Südtirol 1900-1949. Verlag A. Weger, Brixen 2020. ISBN 978-88-6563-274-1

## Auszeichnungen
- Verdienstkreuz des Landes Tirol (2003)